# Commission internationale de protection contre les rayonnements non ionisants
Pour les articles homonymes, voir Commission internationale (homonymie).

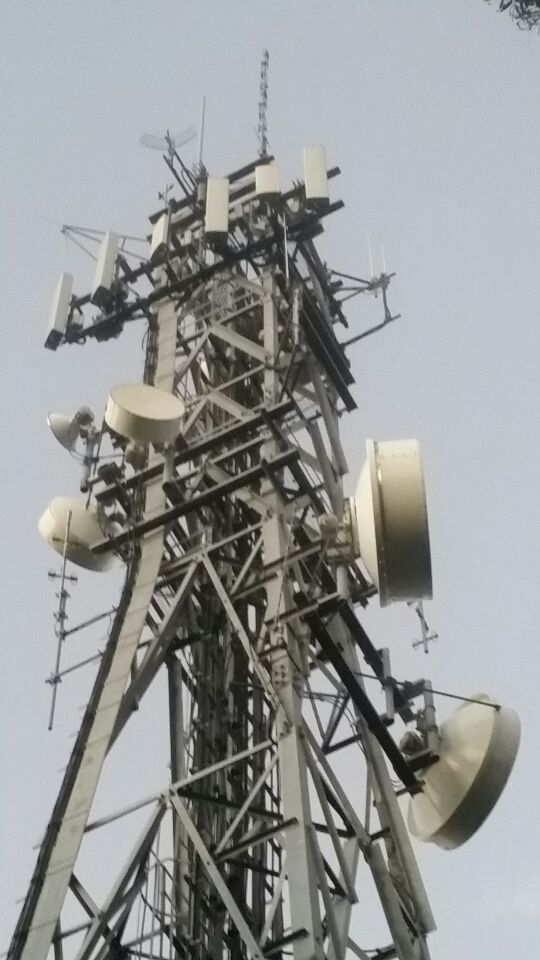
Tour support de multiples antennes de mobile cellulaire et d'émetteur UHF ; les normes concernant l'exposition du public et des employés aux radiofréquences émises par ce type de matériels sont produites par l'ICNIRP.

La Commission internationale de protection contre les rayonnements non ionisants (ICNIRP pour les anglophones) est une ONG internationale spécialisée dans la protection contre les rayonnements non ionisants (champs électriques, champs magnétiques et électromagnétiques, ondes radios, Micro-ondes, Wi-Fi, ultraviolets, infrarouges, lumière bleue, lasers…).
L'ICNIRP se présente comme une organisation scientifique, à but non lucratif et indépendante (mais on[Qui ?] lui reproche des conflits d'intérêts avec l'industrie). L'association est juridiquement agréée et basée en Allemagne ; son siège est situé à Oberschleißheim et cette commission a des bureaux dans un bâtiment de l'Office fédéral allemand de radioprotection (BfS) près de Munich à Neuherberg.
Selon le journal Le Monde, en 2020, « son rôle est aussi méconnu que son sigle ». Elle a été initiée par l'Association internationale de radioprotection (IRPA, avec laquelle elle entretient encore des relations étroites, sans en être une filiale). Elle est chargée d'établir des limites d'exposition sûres pour la santé. Ses statuts ont été déposés en 1992, alors que la téléphonie mobile se démocratisait (l'année où France Télécom a lancé en France le premier réseau de téléphonie mobile 2G, à la norme GSM : Itineris), et quelques années avant l'explosion de l'Internet. 
En lien avec l'IRPA, elle est reconnue par l'Organisation mondiale de la santé (OMS) et par le Bureau international du travail (BIT, le secrétariat permanent de l'Organisation internationale du travail) comme partenaires pour le domaine des rayonnements non ionisants ; par exemple les mises à jour de la liste des maladies professionnelles reconnues à l'échelle internationale se fondent sur les rapports de l'ICNIRP.
Elle détermine et publie des limites d'exposition aux champs électromagnétiques utilisés par un grand nombre de technologies et d'appareils connectés, dont le téléphone cellulaire.
Ses dernières lignes directrices (11 mars 2020), mises à jour pour intégrer la 5G, ont été immédiatement endossées par la Commission européenne. Selon Eric van Rongen (président de l'ICNIRP), « la chose la plus importante à retenir pour les gens est que les technologies 5G ne pourront pas causer de dommages lorsque ces nouvelles lignes directrices seront respectées », mais cette affirmation est contestée par de nombreux[réf. nécessaire] scientifiques et médecins, notamment à propos des effets biologiques et environnementaux des champs électromagnétiques non-thermiques.

## Histoire
Jusqu'en 1974, il existait une Association internationale de radioprotection (IRPA), mais aucune entité n'était chargée de réglementer l'exposition aux rayonnements non ionisants (RNI) en termes de risques pour la santé environnementale.
L'IRPA a donc (en 1971) créé un groupe de travail ad hoc. Six ans plus tard, ce groupe est devenu l'INIRC (Comité international des rayonnements non ionisants) lors du congrès de l'IRPA, à Paris en 1977. 
Dans le cadre d'un Programme dénommé « critères d'hygiène de l'environnement » de l'OMS, financé par le Programme des Nations unies pour l'environnement (PNUE), avec la Division d'hygiène de l'environnement de l'OMS, le couple IRPA/INIRC a commencé à publier des limites d'exposition et des recommandations de bonnes pratiques face aux rayonnements non ionisants. Ce travail est présenté comme basé sur la science et la dosimétrie des RNI, tout en tenant compte des sources et applications souvent émergentes de ces rayonnements. 
C'est finalement en 1992, lors du 8e Congrès international de l'IRPA à Montréal (18-22 mai), qu'un nouvel organisme scientifique indépendant a succédé à l'IRPA/INIRC : il s'agit de la Commission internationale de protection contre les rayonnements non ionisants ou ICNIRP. Cette commission est chargée d'étudier les risques potentiels liés aux différents types de RNI, d'élaborer des guides internationaux pour l'établissement de limites d'exposition et de traiter de tous les aspects de la protection contre ces rayonnements.
Dans la seconde moitié des années 2010, le déploiement de la 5G nécessite une harmonisation de l'attribution des fréquences et des normes techniques, pour des raisons commerciales ou liées à la sécurité,,, ; l'ICNIRP tend alors à jouer le rôle de chef de file dans l'édition de seuils d'exposition aux champs électromagnétiques de 0 à 300 GHz, en lien avec l'IEEE,.

## Domaine d'activité, enjeux, missions

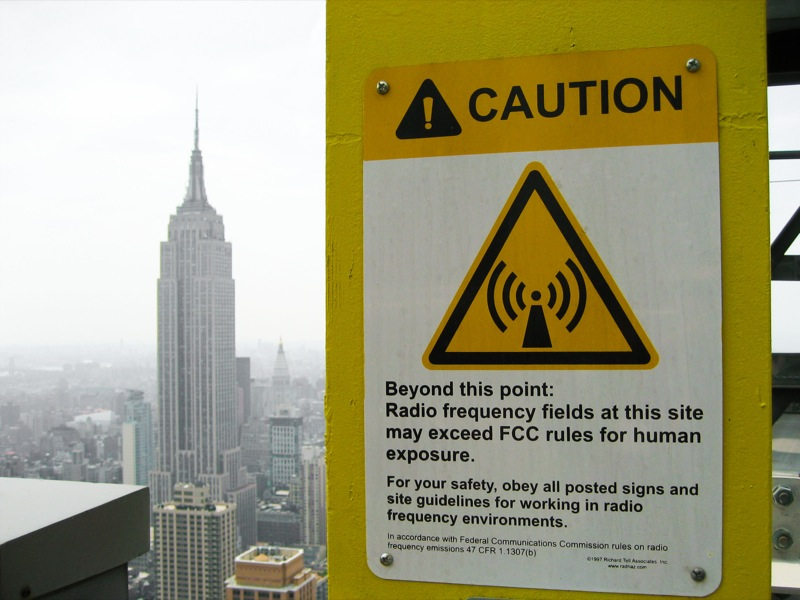
Logotype avertissant qu'au-delà du panneau, l'humain est exposé à un champ électromagnétique considéré comme potentiellement dangereux pour la santé (Times Square, New-York).
Rem : Aux États-Unis, ces normes sont fixées par l'IEEE, qui lui même s'aligne sur les normes de l'ICNIRP

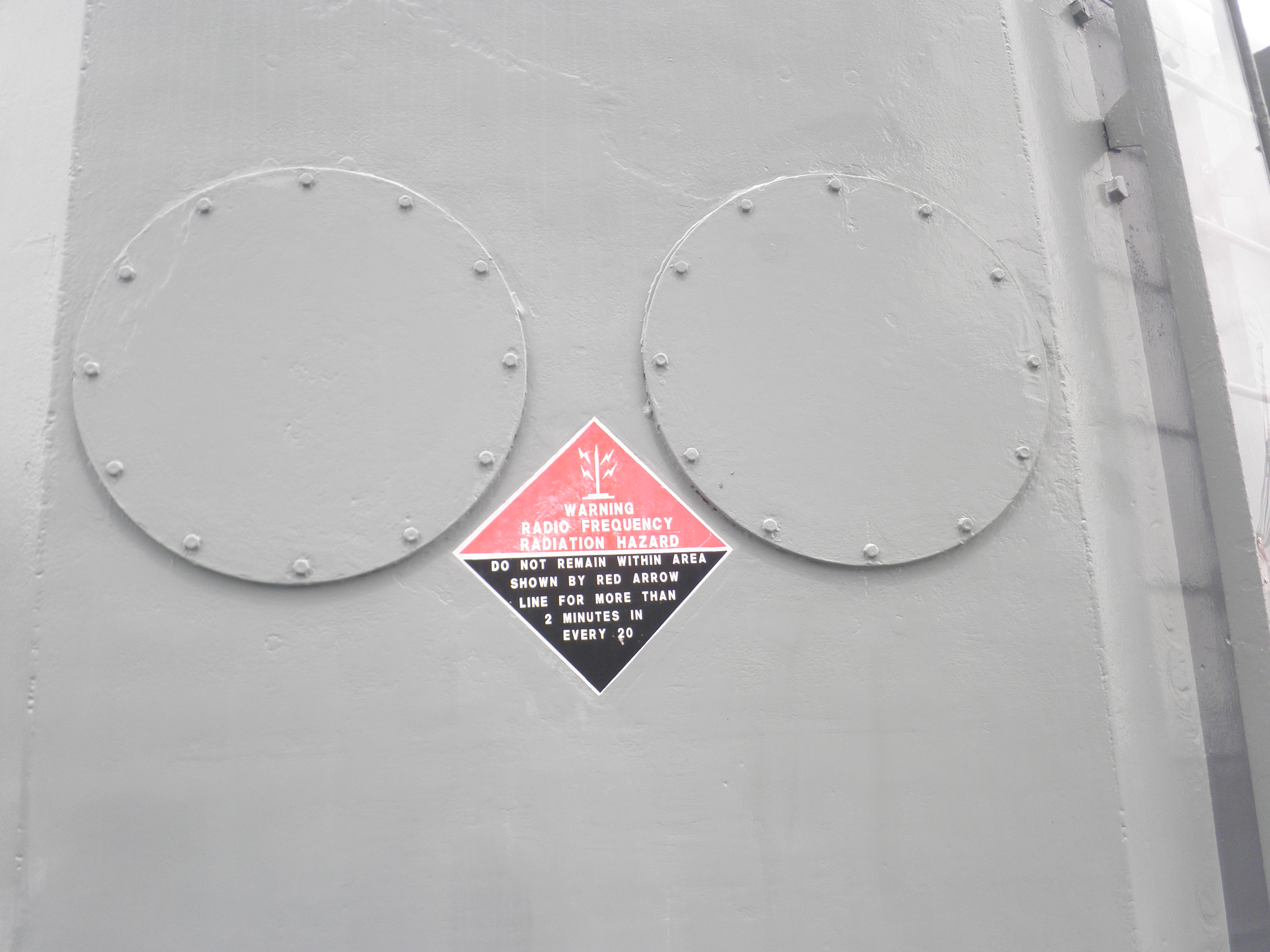
Cas particulier du faisceau de micro-ondes émis par un radar ; dans le cas présent, le panneau avertit d'un risque d'exposition à un rayonnement par radiofréquence, précisant Ne restez pas dans la zone indiquée par la flèche rouge durant plus de 2 minutes toutes les 20 minutes

L'ICNIRP présente son travail comme exclusivement scientifique ; ce travail ne porte que sur une évaluation équilibrée des risques pour la santé humaine et environnementale, et le conseil concernant ces risques. Ces enjeux sont néanmoins considérables puisque, selon les opérateurs GSM, en 2018 environ 5,1 milliards de terriens étaient concernés par le téléphone portable).
L'application de ses lignes directrices, ou la gestion des risques au niveau local, national ou international sont hors de du champ d'application de cette « commission ».
L'ICNIRP a plusieurs missions : 
1. mission d'évaluation scientifique : pour fonder ses avis, conseils et directives sur la base de données scientifique probantes, l'ICNIRP doit d'abord passer au crible la totalité des données scientifiques disponibles ; elle filtre et évalue les connaissances scientifiques au fur et à mesure de leurs mises à jour ;
2. mission d'information : Elle produit des revues de ce qu'elle estime être l'état des connaissances scientifiques actuelles ;
3. mission de préparation de réglementations et de standards : cette mission vise à harmoniser les normes et les lignes directrices au niveau international. Elle s'effectue par la publication de lignes directrices, périodiquement mises à jour, et basées sur son évaluation des connaissances du moment ;
4. mission de conseil (conseils scientifiques gratuits).

## Acteurs cibles
Ce sont principalement de grandes institutions comme l'OMS et l'OIE, mais aussi des autorités nationales de régulation qui relayent les normes et recommandations aux professionnels et jusqu'aux radioamateurs.
L'association ICNIRP travaille avec l'OMS sur le thème de la compatibilité électromagnétique environnementale (dans le projet international EMF monté et piloté par Michael Repacholi au sein de l'OMS), et avec l'OIE sur le thème de la sécurité au travail pour les travailleurs exposés aux ondes non ionisantes).
Depuis 1998, plus de 50 pays et les autorités multinationales (dont l'Union européenne) adoptent et déclinent dans leurs législations les lignes directrices de l'ICNIRP sur la protection du public et des travailleurs contre les effets néfastes établis sur la santé causés par l'exposition à des rayonnements non ionisants. 
Les organismes de normalisation et les opérateurs de télécommunications se réfèrent aussi de plus en plus aux lignes directrices de l'ICNIRP pour l'établissement des normes d'appareils ou de technologies, bien qu'aux États-Unis, si l'IEEE s'aligne maintenant sur ICNIRP pour la 5G, un régulateur tel que la FCC maintenait encore en 2015 des seuils différents concernant l'exposition aux radiofréquences de la tête et du tronc humain.

## Fonctionnement
l'ICNIRP se compose d'une commission principale, limitée à quatorze personnes (pour des raisons d'efficacité) couvrant les domaines de l'épidémiologie, de la biologie et de la médecine, de la physique et de la dosimétrie et du rayonnement optique.
Mais elle est connectée à la communauté internationale travaillant sur la radioprotection contre les ondes non ionisantes, et entretien un réseau de parties prenantes, notamment via ses conférences et des ateliers de travail.
Avant de publier ses lignes directrices mises à jour, le projet est mis en ligne à disposition du public qui peut les commenter avant publication.

## Membres
Ce sont des scientifiques généralement employés par des universités ou des agences de radioprotection ; de 2020 à 2024, ils travaillent sous l'égide du président Rodney Croft (australien) assisté de Maria Feychting (vice-présidente).
| Nom               | Nationalité | Période   |
| ----------------- | ----------- | --------- |
| Michael Repacholi | Australie   | 1992-1996 |
| Jürgen Bernhardt  | Allemagne   | 1996-2000 |
| Alastair McKinlay | Écosse      | 2000-2004 |
| Paolo Vecchia     | Italie      | 2004-2012 |
| Rüdiger Matthes   | Allemagne   | 2012-2016 |
| Éric van Rongen   | Pays-Bas    | 2016-2020 |
| Rodney Croft      | Australie   | 2020-2024 |

## Cadre éthique
Dans l'ICNIRP, les membres scientifiques sont supposés exprimer un point de vue neutre et indépendant, et donc ne pas y représenter ni leur pays d'origine, ni leur institut, etc. Chaque membre doit remplir une déclaration d'intérêts personnels et signaler tout changement dans leur situation. Ces déclarations d'intérêts sont accessibles au public sur le site Web de l'ICNIRP. Pour limiter les risques de conflits d'intérêts, ils ne peuvent pas être employés par des sociétés commerciales. 
La charte et les statuts de l'ONG prévoient qu'elle ne doit recevoir aucun soutien financier d'entités commerciales. 
Elle n'est financée que par des subventions de périodiques ou via des projets montés par des organismes publics nationaux et internationaux. Dans une moindre mesure, elle tire quelques revenus de ses publications et des inscriptions à ses congrès et ateliers scientifiques. 
Le processus d'évaluation de la littérature scientifique publiée doit être soigneux et obéir à des critères de qualité largement acceptés par la communauté scientifique.

## Publications
La commission publie des guides, directives, etc.. 
L'IRPA/INIRC avait publié en 1988 et 1990, des lignes directrices sur l'exposition aux champs électromagnétiques hautes fréquences et de fréquence 50/60 Hz. Elles ont ensuite été remplacés par d'autres publications de l'ICNIRP, couvrant la gamme de fréquences des champs électromagnétiques de fréquence variable dans le temps (jusqu'à 300 GHz) : International Commission on Non-Ionizing Radiation Protection ICNIRP guidelines for limiting exposure to time-varying electric, magnetic, and electromagnetic fields (up to 300 GHz). Health Phys. 1998; 74: 494-522. 
- Les champs magnétiques statiques avaient été traités dans un guide ICNIRP publié en 1994 [ICNIRP, 1994].

## Limites contextuelles
Dans les domaines dits émergents inclus dans ses missions (5G par exemple), la commission est dépendante du savoir de ses experts, mais aussi de la qualité et complétude des informations que l'industrie lui soumet. 
Elle est confrontée à la confidentialité commerciale, au secret des affaires lui sont imposés. 

Et il a été récemment (2018) montré que les matériels de dosimétrie utilisée durant des décennies pour les études sur les radiations non ionisantes tendent globalement à sous-estimer l'exposition individuelle et collective.
La Commission est proche de l'IRPA (qui l'a initiée), ainsi que de la « Bundesamt für Strahlenschutz » (ou BfS), l'autorité fédérale supérieure allemande indépendante (mais qui pour son organisation, relève du ministère fédéral de l'environnement, de la protection de la nature et de la sûreté nucléaire). Les missions de la BfS (créée en 1989) portent sur la sécurité et la protection des personnes et de l'environnement contre les dommages causés par les rayonnements ionisants mais aussi non ionisants.

## Critiques sur l'absence de neutralité de l'ICNIRP
Selon le professeur Lennart (2020), l'ICNIRP elle-même n'a pas de définition précise des conflits d'intérêts, ni de politique bien développée pour éviter ce type de conflits.
L'impartialité de cette commission a plusieurs fois été vivement mise en doute, dont :
- En 1999 : la rigueur scientifique de la commission est mise en doute par le scientifique environnemental néo-zélandais Neil Cherry, qui souligne aussi une proximité avec l'industrie des télécommunications et de la surveillance sans fil[18]. S'appuyant sur les publications de l'ICNIRP, Cherry conclut que l'ICNIRP n'a systématiquement retenu que les seuls « effets thermiques » de la téléphonie portable ; tant pour les preuves scientifiques qu'elle jugeait recevable, que pour la méthodologie de fixation des valeurs limites supposées protéger la population générale, alors qu'un nombre croissant de preuves scientifiques d'effets non thermiques sont également produites par la littérature[18]. 
De ce fait les conclusions et recommandations de l'ICNIRP, selon Cherry sont « erronées »[18]. Des études avaient alors déjà montré des effets non thermiques, pouvant affecter la santé humaine et l'environnement (insectes notamment).

- En juin 2000, la Conférence internationale sur la situation des émetteurs radio cellulaires montre et déclare que « les propositions de l'ICNIRP pour la protection de la santé humaine à l'égard des champs électromagnétiques à haute fréquence, sur lesquelles reposent les recommandations actuelles de l'OMS et du Conseil de l'Europe, sont d'une part scientifiquement intenables et d'autre part ne peuvent garantir la protection de la santé humaine »[19].

- En 2011, contre l'ICNIRP qui juge encore le risque de cancer inexistant, le Centre international de recherche sur le cancer (CIRC) classe les rayonnements des téléphones portables comme un risque « possible » de cancers de la tête. Remarque : plus récemment (mars 2018), un groupe de 29 scientifiques de 18 pays, chargé de s'assurer que les évaluations des monographies du CIRC reflètent encore l'état actuel des preuves scientifiques relatives à la cancérogénicité, a demandé au CIRC de réévaluer les risques de cancer par exposition aux rayonnements/radiofréquences non ionisants, avec une priorité élevée (suggérant que ce travail soit fait entre 2022 et 2024)[20],[21]. 
Le 27 mai 2011, le Conseil de l'Europe, sur la base d'un rapport intitulé Le danger potentiel [sic] des champs électromagnétiques et leur effet sur l'environnement[22] a adopté une résolution sur « les dangers potentiels des champs électromagnétiques et leurs effets sur l'environnement »[23]. Elle appelle les gouvernements à prendre toutes les mesures raisonnables pour réduire l'exposition aux champs électromagnétiques, et déclarant à propos de l'ICNIRP : « il est pour le moins très curieux de constater que les valeurs seuils officielles en vigueur pour limiter l'impact sanitaire de champs électromagnétiques de très basse fréquence et des ondes de haute fréquence avaient été formulées et proposées aux institutions politiques internationales (OMS, Commission européenne, gouvernements) par l'ICNIRP, ONG à origine et à structure peu transparente, soupçonnée d'ailleurs de liens assez proches avec les industries dont l'essor dépend des recommandations de valeurs seuils maximales pour les différentes fréquences des champs électromagnétiques ». Le point 8.1.2. de cette résolution demande de « revoir les fondements scientifiques des normes actuelles d'exposition aux CEM fixées par la commission internationale pour la protection contre les rayonnements non ionisants (International Commission on Non-Ionising Radiation Protection), qui présentent de graves faiblesses, et d'appliquer le principe ALARA (en anglais : as low as reasonably achievable), c'est-à-dire du niveau le plus faible raisonnablement possible, à la fois pour ce qui est des effets thermiques et des effets athermiques ou biologiques des émissions ou rayonnements électromagnétiques » ;
Alors que la communauté scientifique était encore très divisée quant au niveau (ou seuils) de risque de cancer de la tête induit par les réseaux de téléphonie mobile, la Dr Jacqueline McGlade, alors directrice exécutive de l'Agence européenne pour l'environnement (EEA), bravant les conclusions de la CNIRP, a déclaré à propos des téléphones portables et du risque de cancer de la tête pour les CEM : « Le Parlement européen a répondu (résolution d'avril 2009) à cette préoccupation publique avec une résolution sur les CEM en 2009 qui a appelé, entre autres, à réduire l'exposition aux champs électromagnétiques et à réduire les limites d'exposition qui permettraient de mieux protéger le public contre les risques pour la santé. Nous partageons ces recommandations ». Alors que l'on n'a pas encore de longs retours d'expérience et que l'on fait face à des preuves contradictoires, elle a plaidé pour appliquer le principe de précaution : « Attendre des niveaux de preuve élevés avant de prendre des mesures pour prévenir des risques bien connus peut entraîner des coûts sanitaires et économiques très élevés, comme nous l'avons vu avec l'amiante, l'essence au plomb et le tabagisme »[17].

- En 2015, l'intégrité éthique de la commission est à nouveau mise en doute, cette fois en interne, par l'un de ses membres, ainsi qu'à l'extérieur par de nombreuses ONG[24], de même que celle de son président Joachim Schüz (biostatistitien épidémiologiste, cosignataire de deux études de cohorte controversées, qui s'est approprié la partie épidémiologie du rapport de 2015, et a pris la tête de la section Environnement et rayonnement du Centre international de recherche sur le cancer (Circ)[25].

Or, les conclusions de l'ICNIRP servent aussi de base au Comité scientifique des risques sanitaires émergents et nouveaux (SCENIHR, créé par la Commission européenne), dont le rapport sur les ondes électromagnétiques avait été vivement dénoncé pour partialité par 39 ONG. Ces dernières, le 11 mars 2015, ont annoncé s'apprêter à déposer une plainte auprès de la médiatrice européenne Emily O'Reilly. Ce rapport, adopté le 27 janvier 2015, réactualisait celui de 2009 et concluait, contrairement à un nombre croissant d'études, à l'absence de risque de tumeurs cérébrales (gliomes notamment) induits par le téléphone portable, admettant seulement que pour les neurinomes de l'acoustique, « une possibilité demeure ouverte »). 
- En 2016, un article scientifique reproche à l'AGNIR (« Advisory Group on Non-Ionising Radiation » ; l'équivalent anglais de la CNIRP) d'être en situation de conflit d'intérêts car plusieurs de ses membres étaient alors aussi membre actifs de la CNIRP (en 2016, six étaient membres de l'AGNIR et trois étaient membres du PHE (Public Health England[27] ou de son organisation mère, le ministère anglais de la Santé. Or ils étaient chargés de donner des avis au gouvernement anglais sur les risques posés par l'exposition aux radiofréquences. Par exemple en 2012, leur « rapport AGNIR 2012 » devait examiner « s'il existait des preuves d'effets sur la santé liés à des expositions inférieures aux niveaux de l'ICNIRP » ; « Comment l'AGNIR peut-il signaler que la littérature scientifique contient des preuves d'effets nocifs inférieurs aux lignes directrices actuelles alors que plusieurs d'entre eux sont responsables de ces lignes directrices ? »[28]. En outre le président de l'AGNIR était aussi président du comité permanent d'épidémiologie de l'ICNIRP.

- En 2017, un « Appel 5G »[29], international, est lancé par Cent soixante-dix scientifiques de 37 pays (dont la France) rapidement rejoints par d'autres, de 204 pays. Il demande à l'ONU, l'OMS, l'Union européenne, au Conseil de l'Europe et aux gouvernements un moratoire sur la 5G « jusqu'à ce que les dangers potentiels pour la santé humaine et l'environnement aient été entièrement étudiés par des scientifiques indépendants de l'industrie »[30].

L'une des missions de l'ICNIRP est d'entretenir une Veille technologique et scientifique et de produire des mises à jour annuelles des apports de la Science. Or, le rapport final de l'étude du Programme national de toxicologie (NTP) des États-Unis (publié le 1er novembre 2018, mais après un rapport intermédiaire présenté en 2017 à l’ICNIRP) a conclu à des « preuves claires » que l'exposition aux rayonnements RF de type 2G et 3G peut aboutir au cancer ; cette étude (de plus de 10 ans, commandée par la FDA en 1999, ayant coûté plus de 25 millions de dollars, bâtie sur le modèle animal : rats et souris, et revue par les pairs) est la plus grande jamais faite sur le sujet. Mais elle n'est ni la première, ni la seule à aboutir à cette conclusion. Elle confirme clairement d'autres études (dont l'étude Interphone) qui avaient montré que les cellules exposées devenant cancéreuses chez les rats mâles (et de manière moins fréquente chez les femelles ou chez les souris) étaient des mêmes types que celles rapportées chez l'Homme dans les études épidémiologiques sur les téléphones portables (gliomes et tumeurs des cellules de Schwann ou schwannomes dits neurinome acoustique quand elles concernent le nerf de l'oreille interne). De plus, au même moment, l'« étude de l'Institut Ramazzini » sur les rats exposés à des CEM à très basse fréquence (50 Hz) montrait aussi une augmentation significative du schwannome malin du cœur, une tumeur normalement rarissime. Peu après la publication américaine, Maria Feychting (vice-présidente de l’ICNIRP) a discrédité cette étude lors d'une conférence faite à l'Académie royale des sciences de Suède (qui décerne les prix Nobel de physique et de chimie chaque année). Elle a présenté l'étude comme entachée de défauts méthodologiques, car selon elle les pathologistes savaient quels échantillons provenaient des animaux exposés et lesquels provenaient des témoins, ce qui les exposaient à des biais ; les taux de tumeurs plus élevés signalés par le NTP n'auraient alors « aucune valeur ». John Bucher, directeur de l'étude, notamment interrogé par Microwave News a montré que c'est Maria Feychting qui a mal lu l'étude : « Tous les examens du PWG [groupe de travail sur la pathologie] ont été faits en aveugle par rapport au groupe de traitement ».
- Fin 2018, dans The Lancet, des scientifiques du groupe de recherche australien ORSAA[35] publient "Planetary electromagnetic pollution : it is time to assess its impact"[36]. 68 % des 2 266 études qu'ils ont balayé sur les CEM, ont trouvé « des effets biologiques ou des effets sur la santé significatifs ». De tels effets n'impliquent pas systématiquement une conséquence pour la santé humaine, précisent-ils, mais ils doivent servir l'évaluation des risques, et notamment alterner les régulateurs (selon les auteurs, le soi-disant manque de preuves scientifiques pour que les régulateurs puissent agir est factuellement inexistant)[36]. L'ORSAA s'inquiète en outre du peu de prise en compte des études montrant des effets des micro-ondes et certaines radiofréquences sur les oiseaux, les abeilles et d'autres insectes[36],[37],[38]. Selon une modélisation d'exposition de divers types d'insectes, l'ORSAA, annonçant que ceux-ci absorberont au maximum le rayonnement 5G en raison de la taille millimétrique de leur corps, source d'effets de résonance[39] ; Cette étude conclut que le rayonnement 5G pourrait avoir des effets catastrophiques sur les populations d'insectes déjà menacées dans le monde, avec donc des menaces indirectes pour la sécurité alimentaire.

- En 2019, le rapport annuel[40] préparé à l'attention de l' Autorité suédoise de sûreté radiologique par un panel de neuf experts (dont deux membres de l’ICNIRP : Eric Van Rongen et Martin Röösli, le premier étant président de l'ICNIRP) devait synthétiser les apports des articles scientifiques « publiés d'avril 2018 à décembre 2018 inclus » ; or il a lui aussi omis de citer l'étude du NTP, pourtant incontournable, aux conclusions claires, et alors déjà bien médiatisée dans le monde scientifique.
- Fin 2019, dans le cadre du traitement d'une plainte relative au rayonnement des téléphones portables, la Cour d'appel de Turin a rejeté l'opinion des membres de l'ICNIRP comme étant biaisée, au motif que certains membres de l'ICNIRP étaient directement ou indirectement financés par l'Industrie[41].

- En 2020, il est à nouveau reproché à l'ICNIRP de ne pas tirer parti des retours d'expérience (REX) déjà publiés sur les effets négatifs de technologies ou substances initialement présentées comme sans danger ; cette fois par David Gee (conseiller principal de l'AEE pour la science, les politiques et les risques émergents). Ce dernier estime qu'il existe des « similitudes frappantes » entre le rayonnement/radiofréquence 5G et de nombreux exemples d'erreurs d'appréciation présentés dans le rapport Late Lessons de 2013[42]. 
Le 19 juin 2020, à Bruxelles, un rapport parlementaire[17] (initié par les eurodéputés Klaus Buchner et Michèle Rivasi), sur la base des biographies des 42 membres du comité et de son groupe d'experts scientifiques, a répertorié les conflits d'intérêts personnels au sein de l'ICNIRP. En se basant notamment sur les publications de Microwave News, les rapports du collectif journalistique Investigate Europe et de nombreuses publications de scientifiques indépendants, ce rapport déplore aussi que cette commission persiste à ignorer l'état actuel de la science[17]. Ce rapport a conclu que la commission ICNIRP n'est pas impartiale, car sous influence des géants des télécommunications (« la majorité des scientifiques de l'ICNIRP ont effectué des recherches partiellement financées par l'industrie »).

L'ICNIRP entretient notamment des liens étroits avec l'Institut des ingénieurs électriciens et électroniciens (IEEE) ; ainsi en 2016, le « comité international sur la sécurité électromagnétique » (ICES) de l'IEEE a été par exemple invité par l'ICNIRP à commenter les lignes directrices promulguées en mars. En 2017, à l'assemblée annuelle de l'ICES, le président de l'IEE, Antonio Faraone (scientifique en chef à Motorola Solutions) s'est félicité que « l'ICNIRP a retardé la finalisation de ses conclusions pour tenir pleinement compte des recommandations de l'ICES » et le Comité international sur la sécurité électromagnétique de L'IEEE, dans le cadre du développement de la 5G a mis à jour ses limites d'exposition aux champs électromagnétiques de 0 à 300 GHz, en s'alignant sur les propositions-guide de l'ICNIRP,.
Le rapport Buchner-Rivasi de 2020 estime que l'ICNIRP manque en outre d'expertise médicale et biologique ; il ne dispose que deux experts médicaux (par ailleurs surtout spécialistes en sciences physiques). Chris Portier, expert international en cancérologie et Hans Kromhout, président de la commission spéciale sur les champs électromagnétiques du Conseil néerlandais de la santé, cités dans le rapport, ont estimé que l'ICNIRP est « un cercle fermé de scientifiques partageant les mêmes idées ». Ce rapport reproche aussi à l'ICNIRP de ne pas tenir compte des publications scientifiques alertant quant aux risques induits par le rapide développent du réseau 5G, pour la santé humaine et animale (ex : études Interphone et Cephalo) ; alertes notamment regroupées par le rapport du collectif européen de journalistes d'investigation Investigative Europe, répétant le scénario des débats et du déni qui ont concerné « le tabac, l'amiante, le changement climatique et les pesticides ».